# Anfangsverdacht
Anfangsverdacht ist eine der Verdachtsstufen bei der Strafverfolgung in Deutschland. Es kann auch vom (einfachen) Verdacht gesprochen werden. Bei Vorliegen eines Anfangsverdachts sind die Strafverfolgungsbehörden zur Aufnahme von Ermittlungen verpflichtet. Der Anfangsverdacht ist abzugrenzen vom hinreichenden (§ 170, § 203 StPO) sowie vom dringenden Tatverdacht (vgl. etwa § 112 Abs. 1 StPO).

## Voraussetzungen
Ein Anfangsverdacht, der Anlass zum Einschreiten gibt und zur Erforschung des Sachverhaltes verpflichtet, setzt voraus, dass zureichende tatsächliche Anhaltspunkte für eine verfolgbare (ohne erkennbare Verfolgungshindernisse, wie etwa offensichtlicher Schuldausschließungsgründe bei Kindern) Straftat vorliegen (vgl. § 152 Abs. 2 in Verbindung mit § 160 Abs. 1 StPO). Anlass zur Prüfung von Ermittlungen ergibt sich beispielsweise aus Strafanzeigen, amtlich erlangten Erkenntnissen (Konkursakten, Berichte in Medien), auch ausnahmsweise aus geheimdienstlichen Befunden oder privat erlangten Kenntnissen mit hohem öffentlich-rechtlichem Einschlag (besonderes öffentliches Interesse).
Mit dem Anfangsverdacht wird grundsätzlich eine Hürde für den Beginn von Ermittlungsmaßnahmen der Staatsanwaltschaft und der Polizei errichtet. Erst wenn „zureichende tatsächliche Anhaltspunkte für das Vorliegen einer verfolgbaren Straftat“, § 152 Abs. 2 StPO, vorliegen, dürfen Ermittlungsmaßnahmen eingeleitet werden. Der Anfangsverdacht schützt den Betroffenen so vor Ermittlungen aufgrund bloßer Vermutungen. Er muss in konkreten Tatsachen bestehen, wobei die Schwelle hierfür allerdings mitunter niedrig ist. So sind so genannte Initiativermittlungen nach Nr. 6.2 der Anlage E der Richtlinien für das Straf- und Bußgeldverfahren (RiStBV) schon dann zulässig, wenn „nach kriminalistischer Erfahrung die wenn auch geringe Wahrscheinlichkeit besteht, dass eine verfolgbare Straftat begangen worden ist“.
Dabei kann die verspätete Einleitung eines Ermittlungsverfahrens ein pflichtwidriges Verhalten der Ermittlungsbehörden darstellen. So ist der Grundsatz des fairen Verfahrens gemäß Art. 6 Abs. 1 Satz 1 EMRK verletzt, wenn trotz Vorliegens zureichender tatsächlicher Anhaltspunkte für eine versuchte Straftat von der Einleitung eines Ermittlungsverfahrens abgesehen wird, um mit dem Zuwarten die Verfolgung wegen einer vollendeten Straftat zu erreichen. Darüber hinaus hat der Verletzte bei Vorliegen eines Anfangsverdachts in bestimmten Fallgruppen einen Anspruch auf Strafverfolgung Dritter und damit einen Anspruch auf förmliche Einleitung eines Ermittlungsverfahrens gegen den Beschuldigten durch die zuständige Staatsanwaltschaft. Der Verletzte kann seinen Anspruch gegebenenfalls im Wege des Klageerzwingungsverfahrens oder des Ermittlungserzwingungsverfahrens gerichtlich durchsetzen.